# Ilse Aichinger
 (novembre 2016).
Si vous disposez d'ouvrages ou d'articles de référence ou si vous connaissez des sites web de qualité traitant du thème abordé ici, merci de compléter l'article en donnant les références utiles à sa vérifiabilité et en les liant à la section « Notes et références ».
Ilse Aichinger (née le 1er novembre 1921 à Vienne et morte le 11 novembre 2016 dans la même ville) est une romancière et poétesse autrichienne.

## Biographie
Née d'une mère juive qui était médecin et d'un père professeur, Ilse Aichinger grandit, après le divorce de ses parents en 1926, avec sa mère et sa sœur jumelle Helga chez sa grand-mère.
L'Histoire rattrape la famille Aichinger à partir de 1938 : la mère perd son travail, et sa famille est décimée dans les camps d'extermination. Ilse, en tant que juive, ne peut continuer ses études et est incorporée de force dans l'armée. Helga réussit à fuir pour l'Angleterre.
À la fin de la guerre, elle commence des études de médecine tout en écrivant son premier texte : Das vierte Tor (La quatrième porte) en 1945. C'est le premier roman publié en Autriche sur les camps de concentration. En 1946, elle fait sensation avec son essai Aufruf zum Mißtrauen (Appel à la méfiance) : « De notre propre sincérité nous devons nous méfier ». Ilse Aichinger abandonne ses études de médecine en 1947 pour se consacrer à sa vocation d'écrivain et finir son premier roman Die größere Hoffnung (Un plus grand espoir). Dans celui-ci elle continue à revenir sur les années sombres qu'elle a vécues à Vienne pendant la guerre. Avec ce roman, elle acquiert une certaine renommée.
Aichinger rompt avec l'écriture romanesque pour devenir lectrice dans une maison d'édition. Entre 1950 et 1951, elle travaille comme assistante à la Hochschule für Gestaltung (école de design inspirée par le Bauhaus) à Ulm en Allemagne.
À partir de 1951, Aichinger fréquente le Groupe 47 et en reçoit le prix l'année suivante pour sa Spiegelgeschichte (Histoire de miroir) parue dans son recueil de nouvelles Rede unter dem Galgen (Discours sous la potence). Le succès du recueil conduit à une réédition l'année suivante sous le titre Der Gefesselte.
Elle rencontre le poète et écrivain Günter Eich dans le Groupe, se marie avec lui en 1953, et en aura deux enfants : Clemens en 1954 et Mirjam en 1957.
Aichinger change de mode d'expression en passant aux pièces radiophoniques comme Knöpfe en 1953.
En 1955, la ville de Düsseldorf lui attribue le prix Immermann et elle est faite membre de la Berliner Akademie der Künste (Académie des arts de Berlin) l'année suivante.
Les années suivantes, ses écrits s'éloignent de la description d'une réalité pour aller vers des voyages dans l'imaginaire humain, influencés par le surréalisme comme dans Wo ich wohne.
Son mari meurt en 1972.
Elle change encore de thématique vers 1976 en remettant la langue allemande en question, comme dans le recueil Schlechte Wörter (Mauvais mots). Ce recueil influencera beaucoup de jeunes auteurs de cette époque.
Aichinger publie de moins en moins, probablement en lutte profonde et inégale avec la langue allemande ; mais aussi très occupée par son éternelle passion du cinéma. Elle reçoit des prix, parmi les plus prestigieux du monde germanique et intervient épisodiquement par des interviews. Sa mère meurt en 1984.
En 1987, elle reçoit le prix littéraire Europa décerné conjointement par le Parlement européen, la Commission européenne et la Fondation européenne pour la culture. L'année suivante elle retourne s'installer dans sa ville natale. Et en 1991 ses œuvres complètes sont publiées en 8 volumes (en allemand) pour son soixante-dixième anniversaire. En 1995, elle reçoit le Grand prix d'État autrichien de littérature.
Son fils, l'acteur Clemens Eich (de), meurt d'un accident en 1998.

## Œuvres
- La quatrième porte (Das vierte Tor, 1945) (roman)
- Aufruf zum Mißtrauen, 1946 (essai)
- Un plus grand espoir (Die größere Hoffnung), 1948, (roman), traduction française éditée chez Verdier, 2007
- Discours sous le gibet (Rede unter dem Galgen), 1952 (nouvelles), traduction française éditée chez Verdier dans le recueil de nouvelles intitulé Eliza Eliza (2007)
- Der Gefesselte, 1953 (nouvelles, reprise du précédent) L'Homme ligoté, traduction française éditée chez Verdier dans le recueil de nouvelles intitulé Eliza Eliza (2007)
- Knöpfe, 1953 (pièce radiophonique)
- Zu keiner Stunde, 1957
- Besuch im Pfarrhaus, 1961 (pièce radiophonique)
- Wo ich wohne, 1963 (nouvelles)
- Eliza Eliza, 1965 (nouvelles), traduction française éditée chez Verdier sous le même titre, comprend également l'Homme ligoté (2007)
- Nachmittag in Ostende, 1968 (pièce radiophonique),
- Les sœurs Jouet (Die Schwestern Jouet), 1969, (pièce radiophonique), traduction française éditée chez Verdier dans le recueil de nouvelles intitulé Eliza Eliza (mars 2007)
- Auckland, 1969 (pièce radiophonique)
- Nouvelles du jour (Nachricht vom Tag), 1970 (nouvelles)
- Schlechte Wörter, 1976 (recueil)
- Verschenkter Rat, 1978 (poésie)
- Ma langue et moi (Meine Sprache und ich), 1978, traduction française éditée chez Verdier dans le recueil de nouvelles intitulé Eliza Eliza (2007)
- Le Jour aux trousses, poésies complètes traduites de l'allemand et présentées par Rose-Marie François, Éditions de la Différence, coll. « Orphée », Paris, 1992
- Kleist, Moos, Fasane 1987 (prose et poésie)
- Film et malheur (Film und Verhängnis, 2001) (collection de souvenirs d’enfance et de critiques de film)

## Prix et distinctions
- 1968 : prix Anton-Wildgans
- 1971 : Prix Nelly-Sachs
- 1974 : Prix de la Ville de Vienne de littérature
- 1979 : prix Georg-Trakl
- 1983 : prix Franz-Kafka